# WrestleMania XXVIII
WrestleMania XXVIII was een professioneel worstel-pay-per-viewevenement dat georganiseerd wordt door de WWE. Dit evenement is de 28ste editie van WrestleMania en vond plaats in het Sun Life Stadium in Miami Gardens op 1 april 2012

## Matchen
| Nr.                                                                          | Match | Winnaar(s)                                                                   | Bron  |
| ---------------------------------------------------------------------------- | --- | ---------------------------------------------------------------------------- | ----- |
| -                                                                            | Primo en Epico (c) vs. Justin Gabriel & Tyson Kidd vs. The Usos in een Triple Threat Tag Team match voor het WWE Tag Team Championship | Primo en Epico (c)                                                           | [ 1 ] |
| 1                                                                            | Sheamus (nc) vs. Daniel Bryan in een een-op-eenmatch voor het World Heavyweight Championship                                           | Sheamus (nc)                                                                 | [ 1 ] |
| 2                                                                            | Randy Orton vs. Kane in een een-op-eenmatch                                                                                            | Kane                                                                         | [ 1 ] |
| 3                                                                            | Cody Rhodes vs. Big Show (nc) in een een-op-eenmatch voor het Intercontinental Championship                                            | Big Show (nc)                                                                | [ 1 ] |
| 4                                                                            | Maria Menounos & Kelly Kelly vs. Beth Phoenix & Eve Torres in een Divas tag team match                                                 | Maria Menounos & Kelly Kelly                                                 | [ 1 ] |
| 5                                                                            | The Undertaker vs. Triple H in een Hell in a Cell match met Shawn Michaels als special guest referee                                   | The Undertaker                                                               | [ 1 ] |
| 6                                                                            | Team Teddy vs. Team Johnny in een zes-man tag team match                                                                               | Team Johnny                                                                  | [ 1 ] |
| 7                                                                            | CM Punk (c) vs. Chris Jericho in een een-op-eenmatch voor de WWE Championship                                                          | CM Punk (c)                                                                  | [ 1 ] |
| 8                                                                            | John Cena vs. The Rock in een een-op-eenmatch                                                                                          | The Rock                                                                     | [ 1 ] |
| (c) huidige kampioen voor en na de match \| (nc) nieuwe kampioen na de match | (c) huidige kampioen voor en na de match \| (nc) nieuwe kampioen na de match                                                           | (c) huidige kampioen voor en na de match \| (nc) nieuwe kampioen na de match | [ 1 ] |

### Team Teddy vs. Team Johhny
| - Team Teddy - Santino Marella - R-Truth - Kofi Kingston - The Great Khali - Zack Ryder - Booker T | - Team Johnny - David Otunga - Mark Henry - Drew McIntyre - Dolph Ziggler - Jack Swagger - The Miz | [ 2 ] [ 3 ] |